# Golec uOrkiestra
Golec uOrkiestra – polski zespół muzyczny, łączący tradycyjne, etniczne brzmienia muzyki łuku Karpat z wieloma gatunkami muzycznymi z pogranicza popu, muzyki alternatywnej, rock’n’rolla, rhythm and bluesa oraz muzyki jazzowej. Został założony w 1998 przez braci bliźniaków, Pawła i Łukasza Golców oraz Edytę Golec (żonę Łukasza) z domu Mędrzak. Nazwa grupy nawiązuje do pisowni gwarowej („u” przed wyrazem „orkiestra”).
Zespół wylansował przeboje, takie jak: „Szarpany”, „Lornetka”, „Crazy Is My Life”, „Słodycze”, „Pędzą konie”, „Nie ma nic”, „Kto się ceni”, „Bo lato rozpala”, „Pomarańcza", „Życie jest muzyką", „Młody maj”, „Ściernisko”, czy „Górą Ty”, a także skomponował i napisał utwór „Leć muzyczko” dedykowany papieżowi Janowi Pawłowi II.
Podczas kilkunastoletniej działalności zagrał ponad 1,5 tys. koncertów w Polsce i za granicą, odwiedzając m.in. Stany Zjednoczone, Węgry, Grecję, Wielką Brytanię, Watykan, Kanadę, Austrię, Belgię, Hiszpanię, Czechy, Niemcy, Ukrainę, Litwę czy Serbię.

## Historia
Golec uOrkiestra został założony w 1998 roku, początkowo pod nazwą Golec Folk Band. Pomysł stworzenia grupy zrodził się spontanicznie jako naturalna konsekwencja wspólnego muzykowania przyjaciół. W tym czasie zespół był jednym z pionierów polskiej sceny, odwołującej się do nowoczesnych brzmień inspirowanych muzyką źródeł, zwłaszcza motywami góralskimi Beskidu Żywieckiego. Bracia Paweł i Łukasz Golcowie brali wówczas udział w wielu innych projektach, w tym w wielokrotnie nagradzanym Alchemik Acoustic Jazz Sextet. Współpracowali również (w roli muzyków sesyjnych) z wieloma polskimi wykonawcami, takimi jak: Maryla Rodowicz, Paweł Kukiz, Kayah, Andrzej Krzywy, Andrzej Piaseczny, Katarzyna Groniec czy Mietek Szcześniak, a także z zespołami: Ich Troje, Goya i Deus Meus, oraz z big bandami Wiesława Pieregorólki czy Zygmunta Kukli, a także z Teatrem Buffo. Z czasem uwaga braci skupiła się głównie na ich własnym projekcie.

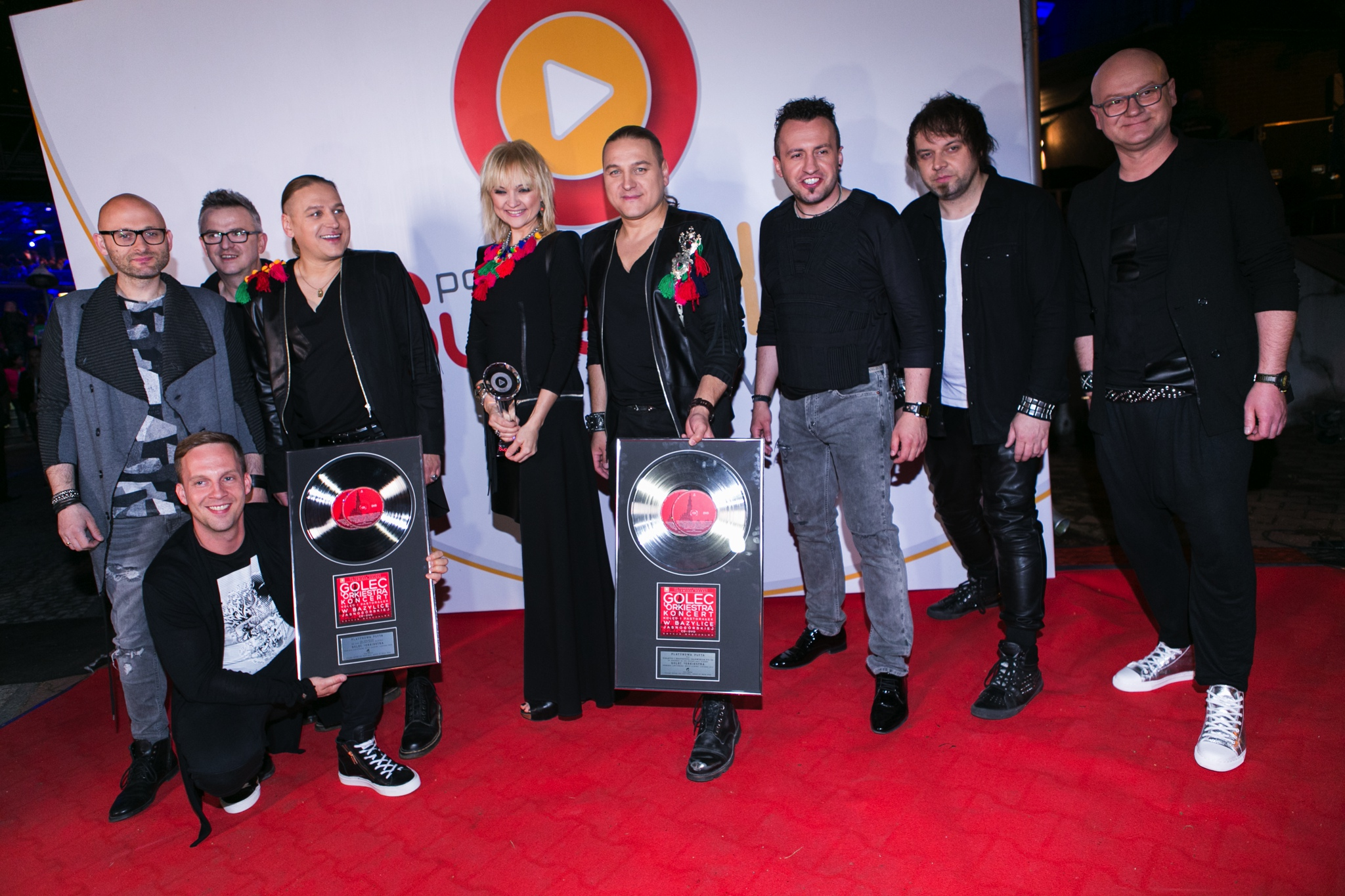
Odebranie Platynowej Płyty za Koncert Kolęd i Pastorałek CD + DVD, Opole 2016

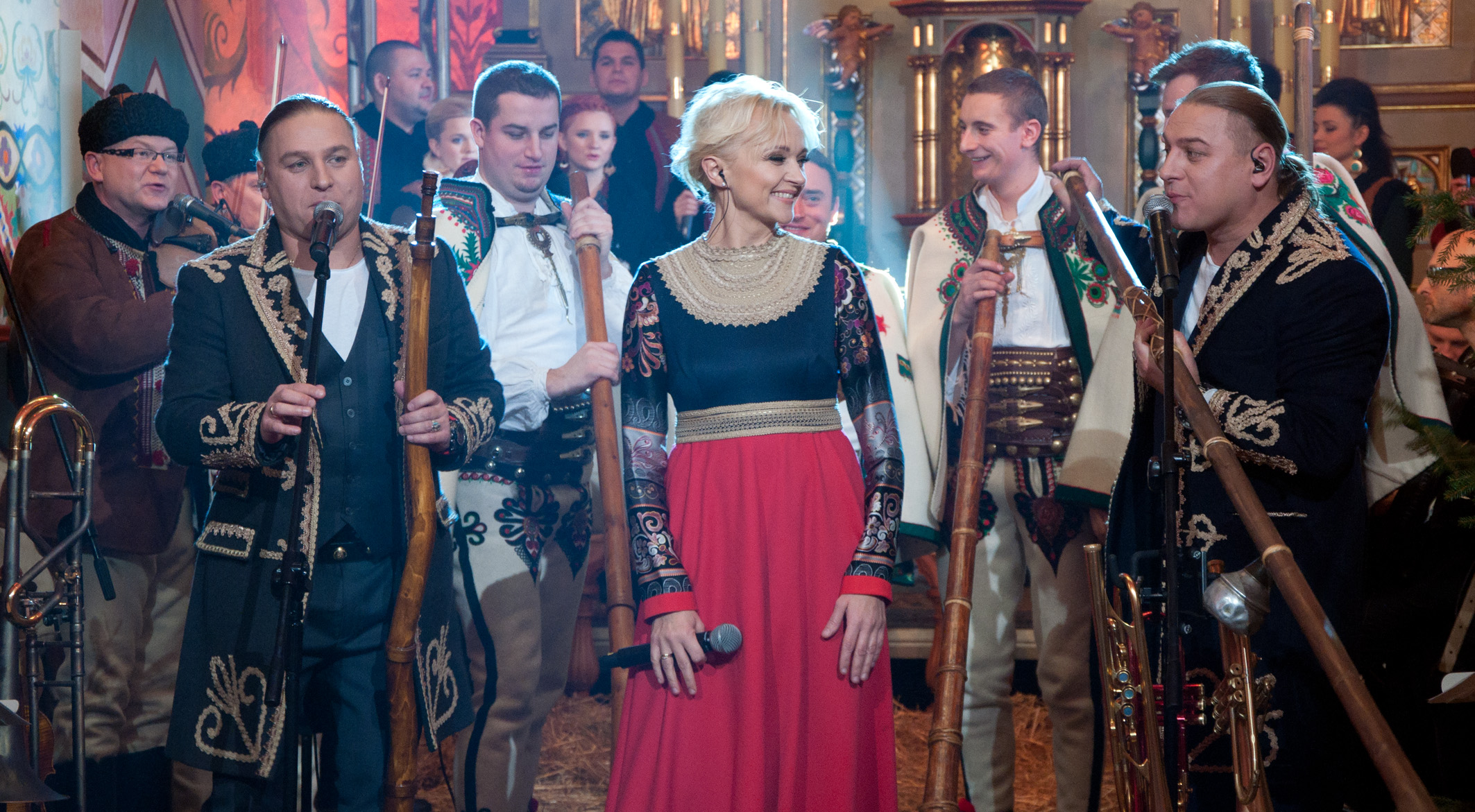
Golec uOrkiestra w Bukowinie Tatrzańskiej

Przed wydaniem pierwszej płyty występowali na wielu scenach festiwali w Polsce i za granicą, odwiedzając m.in. Folk Fiesta w Ząbkowicach Śląskich, Szolnok Folk Festiwal na Węgrzech, Tydzień Kultury Beskidzkiej w Żywcu i w Wiśle, Bielską Zadymkę Jazzową czy też Bracki Jazz Festiwal w Cieszynie. Ponadto niejednokrotnie koncertowali w wielu polskich klubach muzycznych. W 1999 wydali debiutancki album, zatytułowany Golec uOrkiestra 1, na którym umieścili piosenki łączące brzmienia tradycyjne z nowoczesnymi, w tym muzyką latynoską, rock’n’rollową, jazzową czy ska. Album odniósł duży sukces komercyjny na polskim rynku muzycznym oraz zapewnił zespołowi „Fryderyka” za debiut roku.
Kariera zespołu nabrała tempa po wyemitowaniu przez TVP1 programu pt. Cieszyn kontra Puck, co zaowocowało zaproszeniem grupy do udziału w licznych programach telewizyjnych. W 2000 ukazały się kolejne płyty muzyków: Golec uOrkiestra 2, która osiągnęła status złotej płyty w pierwszy dzień od premiery, a następnie Święta z Golec uOrkiestrą. Muzycy rozpoczęli występy na największych telewizyjnych festiwalach w Polsce, m.in. otrzymali Superjedynkę dla zespołu roku na 38. Krajowego Festiwalu Piosenki Polskiej w Opolu i zagrali na festiwalu sopockim. Gościli również w licznych programach rozrywkowych, takich jak np. Wieczór z Jagielskim, Szansa na sukces czy Bezludna wyspa. W studiu TVP w krakowskim Łęgu zarejestrowano również godzinny recital zespołu z udziałem publiczności, pt. Wszystkim na uciechę. Pochodzące z płyty piosenki „Lornetka” i „Słodycze” trafiły na szczyt radiowych i telewizyjnych list przebojów. W tym czasie zespół został wspomniany przez prezydenta Stanów Zjednoczonych, George’a W. Busha, który podczas wizyty w Polsce stwierdził: „Podoba mi się ten polski duch działania, wyrażony słowami tu na razie jest ściernisko, ale będzie San Francisco w piosence pewnej uOrkiestry, zwanej Golec”.
Począwszy od 2001, zespół zdobywał liczne nagrody i wyróżnienia. W 2002 wydał swój trzeci album, studyjny, zatytułowany Golec uOrkiestra 3, zawierający jeden z najbardziej rozpoznawalnych utworów grupy – „Pędzą konie”. Do współpracy przy produkcji zaproszono chór cerkiewny „Oktoich”, przez co kompozycje pełniej nawiązują do słowiańskich źródeł. Pochodząca z płyty piosenka „Kto się ceni” została uhonorowana nagrodą słuchaczy Dragon RMF FM. Poza kolejnymi albumami, grupa tworzyła także utwory na specjalne okazje i udzielała się w projektach muzycznych, takich jak np. New York Baca Millenium Song z Michałem Urbaniakiem. Podczas koncertu sylwestrowego na placu Zamkowym w Warszawie grupa wykonała utwór „New York Baca Millenium Song” w towarzystwie Urbaniaka, Urszuli Dudziak, Miki Urbaniaka, Marcina Pospieszalskiego i Michała Sęka. Efektem dalszej współpracy z Michałem Urbaniakiem był projekt „Michał Urbaniak & Golec uOrkiestra”, z którym zespół wystąpił na Jazz Fair Festival w Poznaniu i na Bielskiej Zadymce Jazzowej.
W 2000 zespół stworzył dla reżysera Juliusza Machulskiego tytułową piosenkę do filmu Pieniądze to nie wszystko, a na zamówienie organizatorów XX zimowej Uniwersjady w Zakopanem powstała piosenka „Zwycięstwo”, którą zadedykowano Adamowi Małyszowi, odnoszącemu wtedy spektakularne sukcesy sportowe. Grupa wystąpiła również podczas 80. urodzin papieża Jana Pawła II, którego pożegnała następnie koncertem w 2002, podczas zakończenia papieskiej pielgrzymki do Polski. Przygotowany na tę okazję utwór „Leć muzyczko” został wybrany na hymn gimnazjum im. Jana Pawła II w Iwinach, Szkoły Podstawowej im. Jana Pawła II w Brzesku oraz gimnazjum im. Jana Pawła II w Twardorzeczce.
W 2004 zmienił się skład zespołu, a muzycy wzbogacili swe brzmienie, dodając rozbudowane instrumenty klawiszowe oraz nowoczesne riffy gitarowe. W tymże roku premierę miał ich kolejny album, zatytułowany Golec uOrkiestra 4, na którym zrezygnowano z instrumentarium i stylistyki góralskiej, odchodząc od modern folku na rzecz bardziej poprockowych piosenek. W listopadzie 2005 zespół wydał dwupłytowe wydawnictwo pt. Nieziemskie granie dla Ciebie Panie, zawierające polskie i autorskie kolędy i pastorałki. Część kolęd miała już swoją wcześniejszą premierę na płycie pt. W niebo głosy (2003).
W 2009 ukazał się kolejny album studyjny zespołu, zatytułowany Golec uOrkiestra 5, a także pierwsze DVD koncertowe, pt. Kolędy i pastorałki, zawierające zapis koncertu zarejestrowanego w grudniu 2008 w kościele Matki Boskiej Bolesnej w Mariańskim Porzeczu. Produkcja została wzbogacona o liczne materiały dodatkowe, ukazujące m.in. pracę w studiu Golec Fabryki. W 2009 z okazji swojego dziesięciolecia zespół zagrał jubileuszowy, 1000. koncert podczas Sopot Trendy Festiwal. Wydarzenie to emitowała telewizja Polsat, gościnnie wystąpili w nim m.in.: Maryla Rodowicz, Halina Młynkowa, Michał Urbaniak i Szymon Wydra, a całości towarzyszyła Bałtycka Orkiestra Kameralna pod batutą Tomasza Szymusia.
W 2011 roku Paweł i Łukasz Golcowie wzięli udział programie TVP2 Bitwa na głosy i poprowadzili 16-osobową drużynę wokalistów reprezentujących Milówkę. Na 50. Krajowym Festiwalu Piosenki Polskiej w Opolu za piosenkę „Młody maj” zespół nagrodzony został „Superpremierą 2013”, „Superpremierą Programu I Polskiego Radia 2013”, wyróżnieniem „Artysta bez granic”, czyli nagrodą TVP Polonia dla najpopularniejszego polskiego artysty poza granicami kraju oraz nagrodą honorową Prezesa Zarządu Telewizji Polskiej „Ikona Festiwalu”.

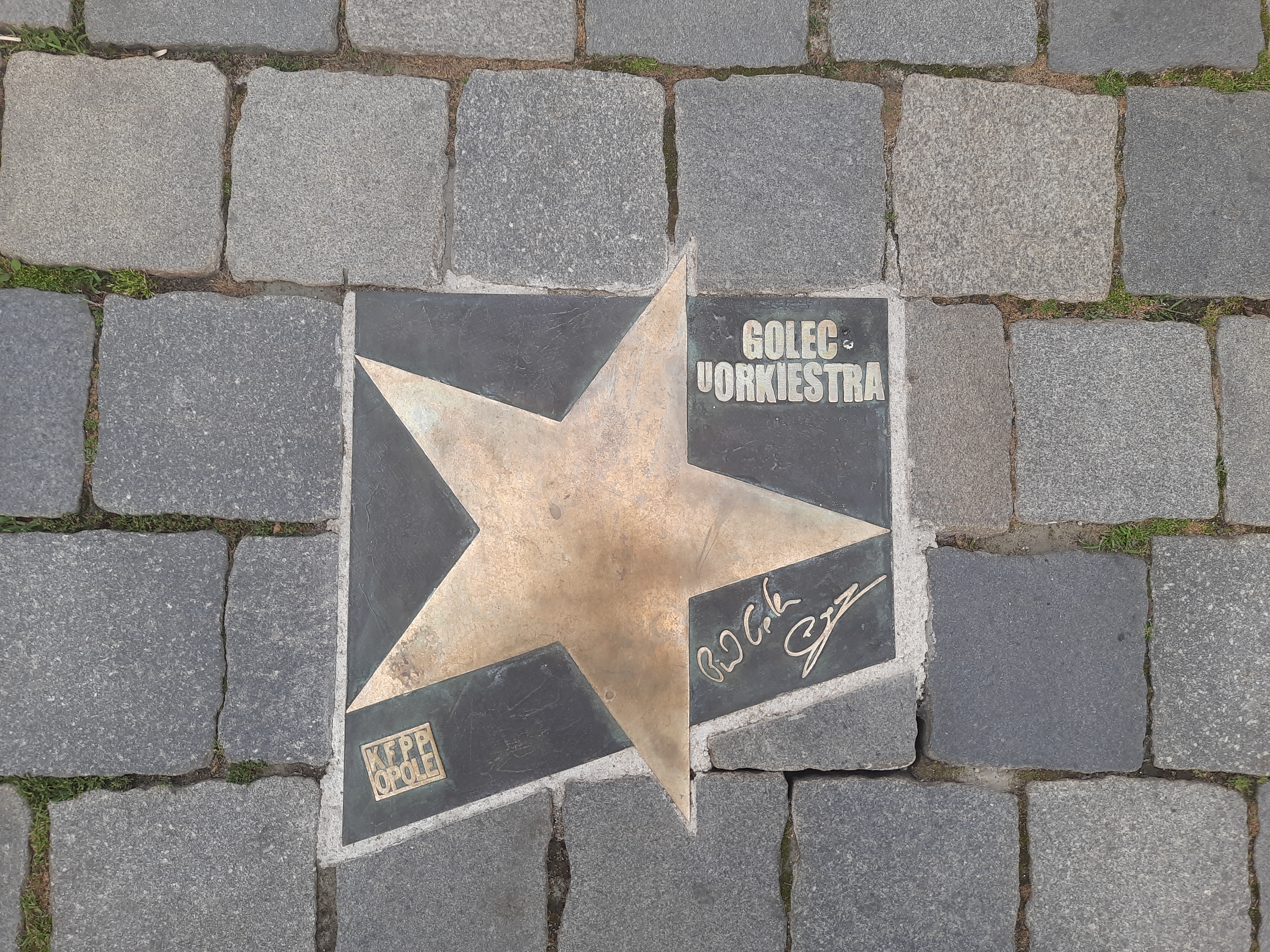
Gwiazda zespołu w Alei Gwiazd Festiwalu Polskiej Piosenki w Opolu.

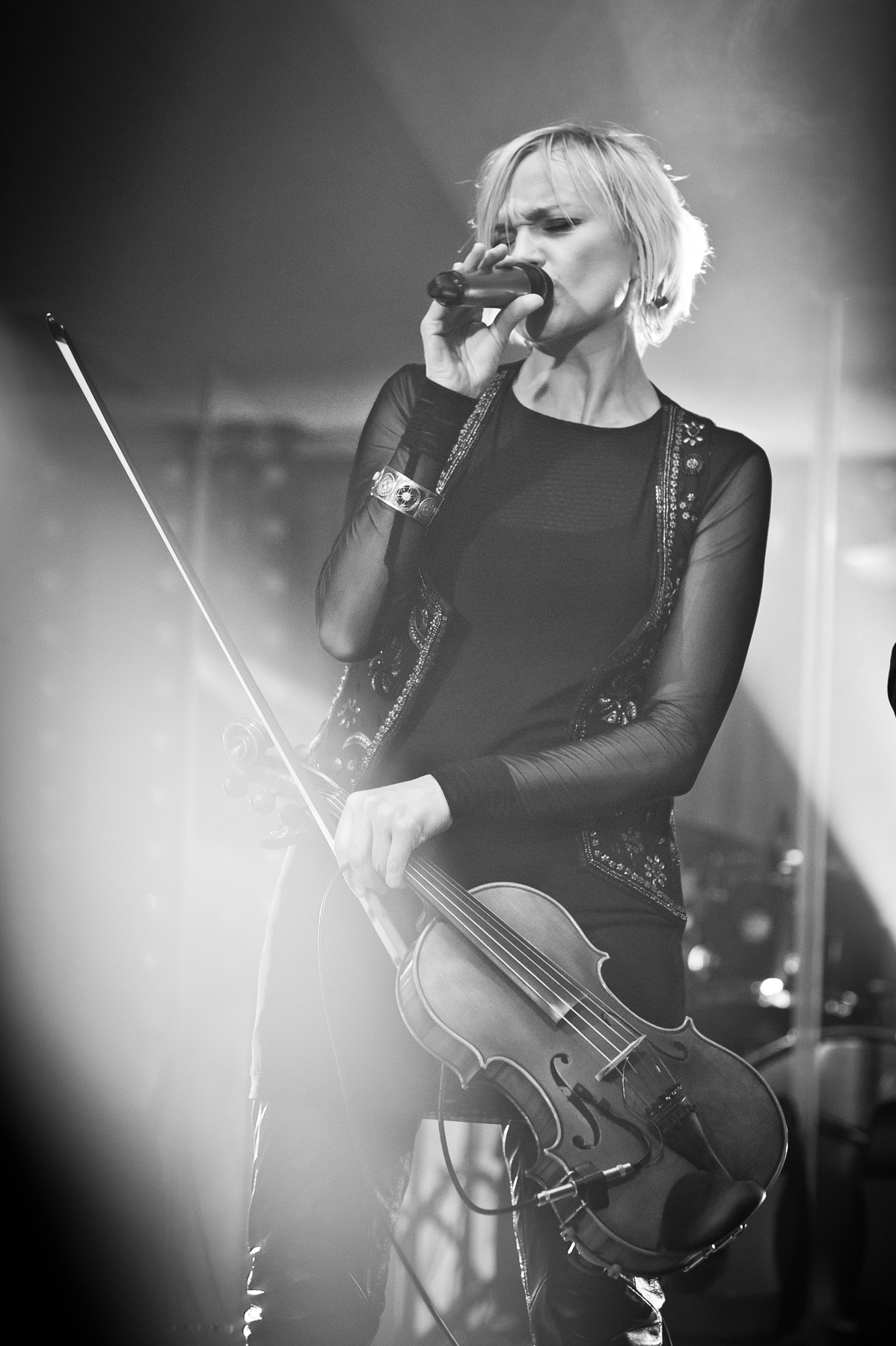
Edyta Golec

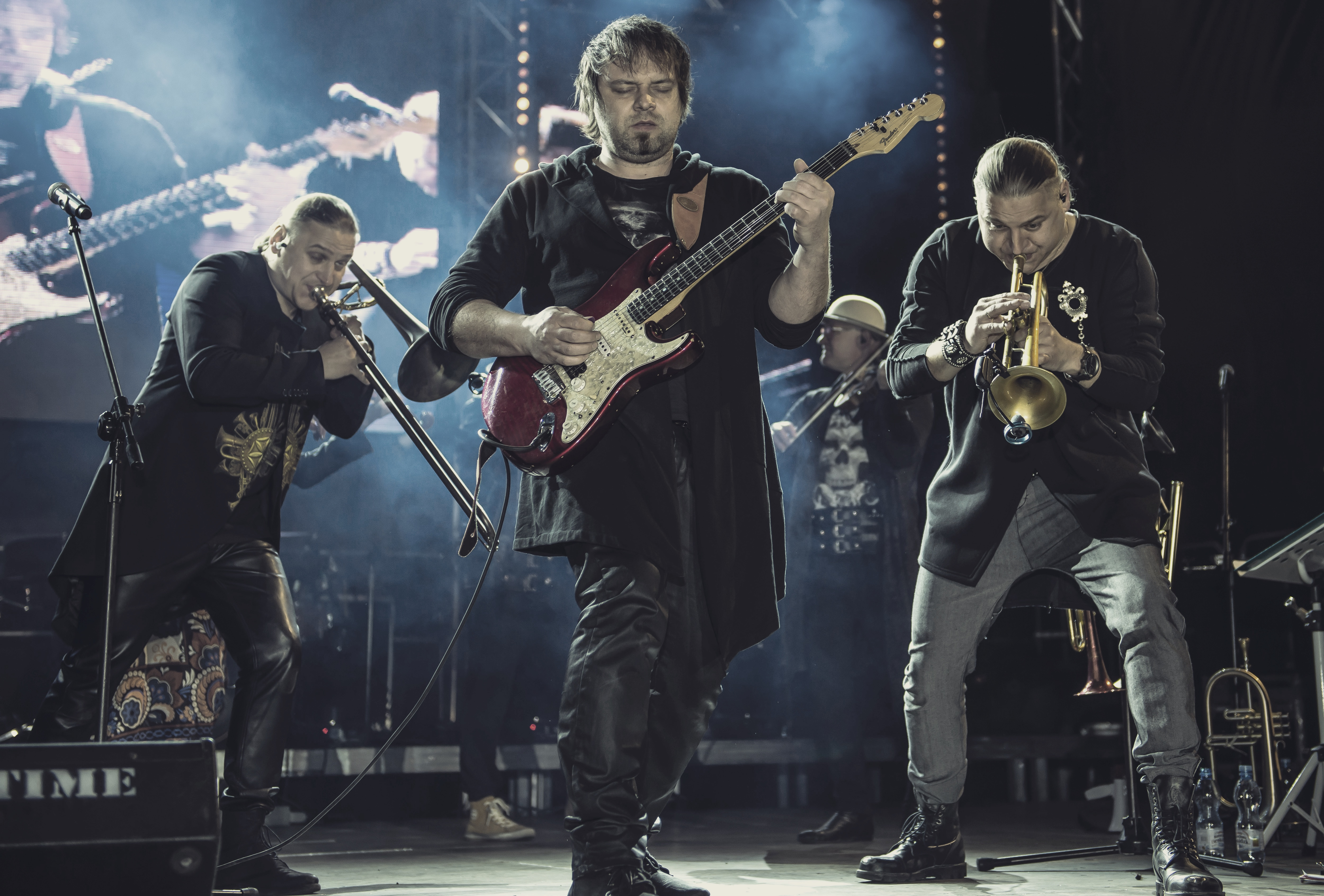
Paweł Golec, Łukasz Pilch, Łukasz Golec

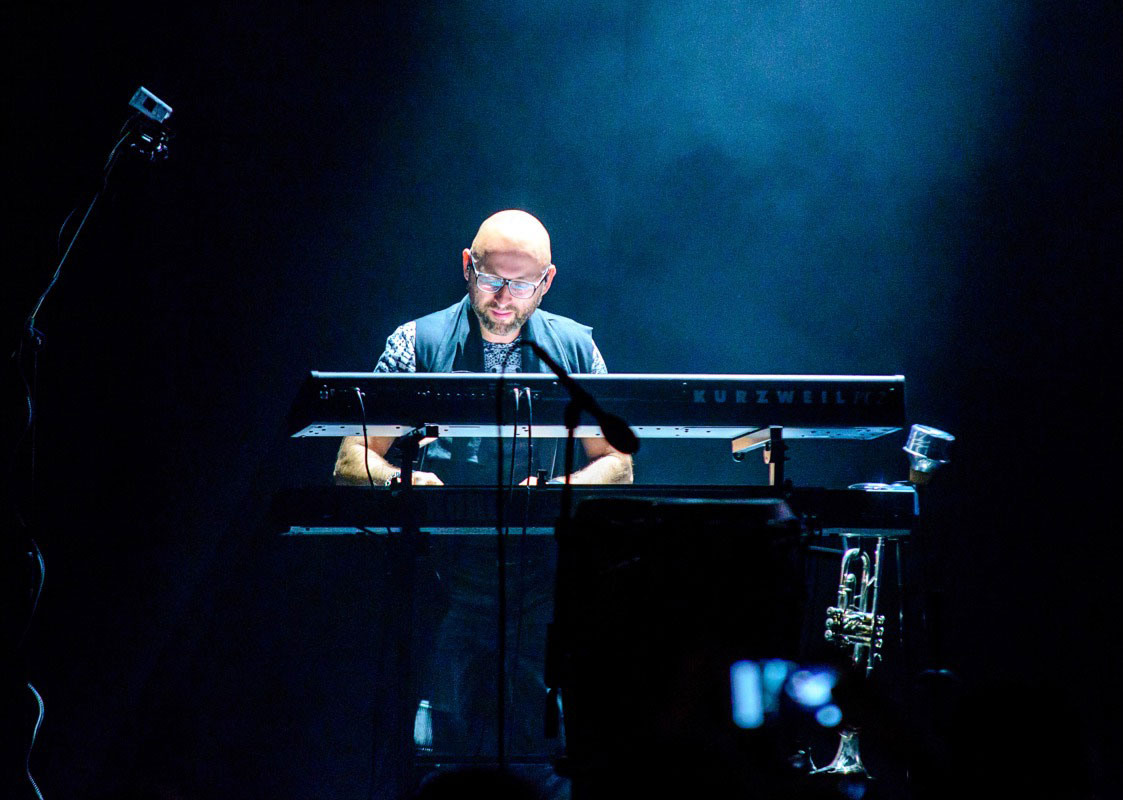
Piotr Kalicki

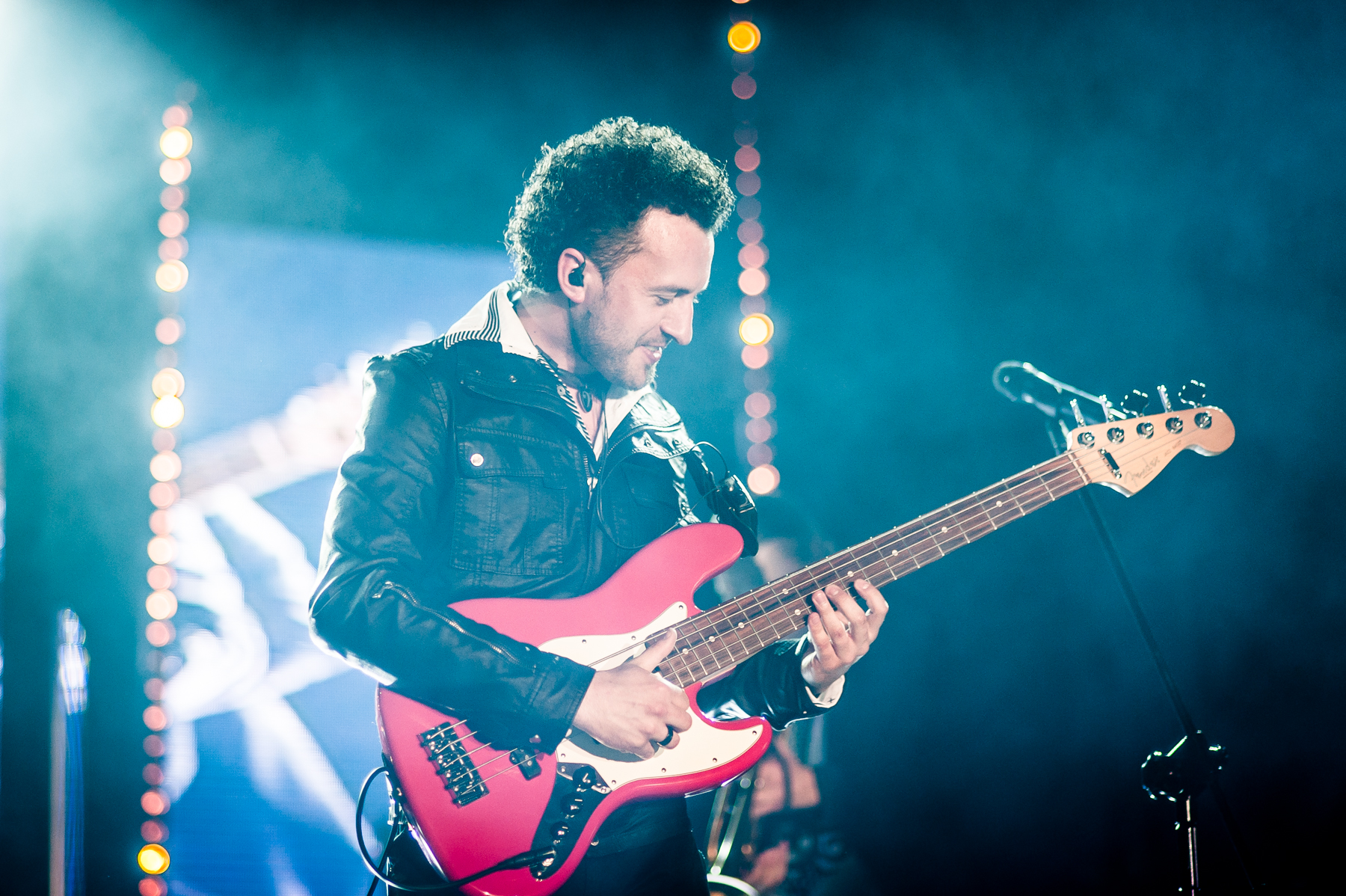
Robert Szewczuga – basista zespołu.

W 2017 roku duet stał się bohaterem internetowych memów. Artyści nie odnieśli się do tego fenomenu, ale ich menedżerowie starali się usuwać różnorakie przeróbki z serwisu YouTube. Memy miały w dużej mierze charakter obraźliwy, ale nie wynikało to z rzeczywistej nienawiści lub nagonki na braci Golców, a z utrzymanego w czarnym humorze stylu tych żartów.
W 2019 roku duet został odznaczony Złotą Odznaką Honorową za Zasługi dla Województwa Śląskiego.
W 2022 roku przy okazji 59. Krajowego Festiwalu Piosenki Polskiej w Opolu, zespół odsłonił swoją gwiazdę w Alei Gwiazd Festiwalu Polskiej Piosenki.

## Muzycy
| Obecny skład zespołu - Łukasz Golec – trąbka, skrzydłówka, trombita, wokal - Paweł Golec – puzon, tuba, trombita, wokal - Edyta Golec – altówka, wokal - Jarosław Zawada – skrzypce, trombita, gajdy śląskie - Robert Szewczuga – gitara basowa, kontrabas - Zbigniew Michałek – skrzypce, gajdy śląskie, trombita - Łukasz Pilch – gitara - Piotr Kalicki – instrumenty klawiszowe, akordeon, trąbka - Jakub Gołdyn – perkusja, puzon, dudy żywieckie, trombita, bębny perkusyjne - Mirosław Hady – perkusja |  | Byli członkowie zespołu - Grzegorz Juroszek – altówka - Maciej Rosenberg – skrzypce - Jarosław „Grzybek” Grzybowski – perkusja - Andrzej „Juri” Małyjurek – kontrabas - Wojciech Golec – akordeon - Grzegorz Kuchejda – dudy żywieckie, trombita - Krzysztof Pruszyński – akordeon, wokal - Jakub Gwardecki – instrumenty klawiszowe - Tomasz Kańtoch – gitara basowa - Grzegorz Kańtoch – perkusja - Grzegorz Kapołka – gitara |

## Dyskografia

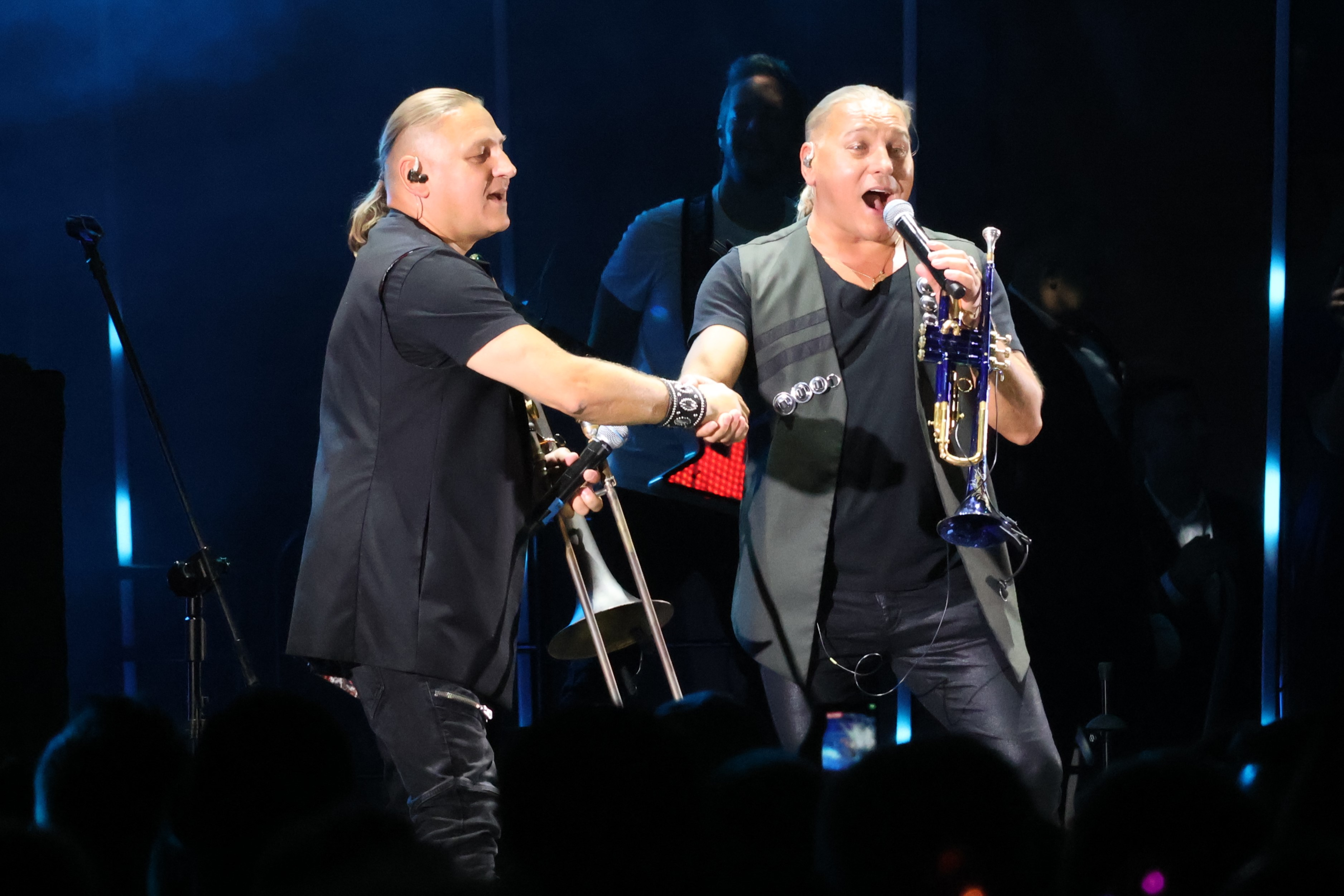
Paweł i Łukasz Golec w Bielsku-Białej (2024)

Albumy
| Rok  | Tytuł                                                                    | Pozycja na liście | Sprzedaż        | Certyfikat                 |
| Rok  | Tytuł                                                                    | POL               | Sprzedaż        | Certyfikat                 |
| ---- | ------------------------------------------------------------------------ | ----------------- | --------------- | -------------------------- |
| 1999 | Golec uOrkiestra 1 - Data: 7 września 1999 - Wydawca: Accord             | 3                 | - POL: 200 000+ | - ZPAV: 2× platynowa płyta |
| 2000 | Golec uOrkiestra 2 - Data: 10 października 2000 - Wydawca: Golec Fabryka | 1                 | - POL: 400 000+ | - ZPAV: 4× platynowa płyta |
| 2002 | Golec uOrkiestra 3 - Data: 13 marca 2002 - Wydawca: Golec Fabryka        | 1                 | - POL: 100 000+ | - ZPAV: platynowa płyta    |
| 2004 | Golec uOrkiestra 4 - Data: 28 czerwca 2004 - Wydawca: Golec Fabryka      | 6                 | - POL: 70 000+  | - ZPAV: platynowa płyta    |
| 2009 | Golec uOrkiestra 5 - Data: 29 maja 2009 - Wydawca: Golec Fabryka         | 19                | - POL: 15 000+  | - ZPAV: złota płyta        |

### Kompilacje
| Rok  | Tytuł                                                                              | Pozycja na liście | Sprzedaż       | Certyfikat          |
| Rok  | Tytuł                                                                              | POL               | Sprzedaż       | Certyfikat          |
| ---- | ---------------------------------------------------------------------------------- | ----------------- | -------------- | ------------------- |
| 2013 | The Best of Golec uOrkiestra - Data: 15 października 2013 - Wydawca: Golec Fabryka | 33                | - POL: 15 000+ | - ZPAV: złota płyta |

#### Albumy koncertowe
| Rok                            | Tytuł | Pozycja na liście | Sprzedaż       | Certyfikat              |
| Rok                            | Tytuł | POL               | Sprzedaż       | Certyfikat              |
| ------------------------------ | --- | ----------------- | -------------- | ----------------------- |
| 2009                           | Koncert Live – Kolędy i pastorałki - Data: 1 grudnia 2009 - Wydawca: EMI Music Poland - Format: DVD                                       | —                 |                |                         |
| 2014                           | Koncert kolęd i pastorałek w bazylice jasnogórskiej - Data: 24 listopada 2014 - Wydawca: Golec Fabryka - Format: CD+DVD, digital download | 8                 | - POL: 30 000+ | - ZPAV: platynowa płyta |
| „–” pozycja nie była notowana. | |                   |                |                         |

#### Albumy świąteczne
| Rok                            | Tytuł                                                                               | Pozycja na liście |
| Rok                            | Tytuł                                                                               | POL               |
| ------------------------------ | ----------------------------------------------------------------------------------- | ----------------- |
| 2000                           | Święta z Golec uOrkiestrą - Data: 23 listopada 2000 - Wydawca: Golec Fabryka        | 21                |
| 2004                           | W niebo głosy - Data: 2003 - Wydawca: Golec Fabryka                                 | –                 |
| 2005                           | Nieziemskie granie dla Ciebie Panie - Data: 5 grudnia 2005 - Wydawca: Golec Fabryka | 17                |
| „–” pozycja nie była notowana. |                                                                                     |                   |

#### Ścieżki dźwiękowe
| Rok  | Tytuł                                                              | Pozycja na liście |
| Rok  | Tytuł                                                              | POL               |
| ---- | ------------------------------------------------------------------ | ----------------- |
| 2001 | Pieniądze to nie wszystko - Data: 2004 - Wydawca: Golec uOrkiestra | 45                |

#### Single
| Rok                                                      | Tytuł                                                           | Pozycje na listach | Pozycje na listach | Pozycje na listach | Pozycje na listach | Pozycje na listach | Pozycje na listach | Album                                |
| Rok                                                      | Tytuł                                                           | POL                | LP3                | SLiP               | RMF                | Eska               | PiK                | Album                                |
| -------------------------------------------------------- | --------------------------------------------------------------- | ------------------ | ------------------ | ------------------ | ------------------ | ------------------ | ------------------ | ------------------------------------ |
| 1999                                                     | „Kocham ciebie dziewczyno”                                      | –                  | 9                  | –                  | –                  | –                  | 15                 | Golec uOrkiestra 1                   |
| 1999                                                     | „Crazy Is My Life”                                              | –                  | 22                 | –                  | –                  | –                  | –                  | Golec uOrkiestra 1                   |
| 1999                                                     | „Lornetka”                                                      | –                  | 3                  | –                  | –                  | –                  | –                  | Golec uOrkiestra 1                   |
| 2000                                                     | „Ściernisco”                                                    | –                  | –                  | 40                 | –                  | –                  | 2                  | Golec uOrkiestra 2                   |
| 2000                                                     | „Wanna”                                                         | –                  | 22                 | –                  | –                  | –                  | –                  | Golec uOrkiestra 2                   |
| 2000                                                     | „Słodycze”                                                      | –                  | 13                 | 38                 | –                  | –                  | –                  | Golec uOrkiestra 2                   |
| 2001                                                     | „Ty i tylko ty”                                                 | –                  | 28                 | –                  | –                  | –                  | –                  | Golec uOrkiestra 2                   |
| 2002                                                     | „Pędzą konie”                                                   | –                  | 40                 | –                  | 9                  | –                  | –                  | Golec uOrkiestra 3                   |
| 2002                                                     | „Gdzie się podziały nasze podatki”                              | –                  | –                  | –                  | –                  | –                  | –                  | Golec uOrkiestra 3                   |
| 2002                                                     | „Zwierzenia pewnego cienia”                                     | –                  | –                  | –                  | –                  | –                  | –                  | Golec uOrkiestra 3                   |
| 2002                                                     | „Kto się ceni”                                                  | –                  | –                  | 66                 | 2                  | –                  | –                  | Golec uOrkiestra 3                   |
| 2004                                                     | „Nie ma nic”                                                    | –                  | –                  | –                  | –                  | –                  | –                  | Golec uOrkiestra 4                   |
| 2004                                                     | „Konkretna piosenka”                                            | –                  | –                  | –                  | –                  | –                  | –                  | Golec uOrkiestra 4                   |
| 2005                                                     | „Bo lato rozpala”                                               | –                  | –                  | –                  | –                  | –                  | –                  | Golec uOrkiestra 5                   |
| 2007                                                     | „Szarpany”                                                      | –                  | –                  | –                  | –                  | –                  | –                  | Golec uOrkiestra 5                   |
| 2009                                                     | „Góralskie tango”                                               | –                  | –                  | –                  | –                  | –                  | –                  | Golec uOrkiestra 5                   |
| 2010                                                     | „Życie jest muzyką”                                             | –                  | –                  | –                  | –                  | –                  | –                  | Golec uOrkiestra 5                   |
| 2011                                                     | „Wujek Louis song”                                              | –                  | –                  | –                  | –                  | –                  | –                  | Golec uOrkiestra 5                   |
| 2013                                                     | „Młody maj”                                                     | –                  | –                  | –                  | –                  | –                  | 1                  | The Best of Golec uOrkiestra         |
| 2013                                                     | „Rozgwieżdżona noc”                                             | –                  | –                  | –                  | –                  | –                  | –                  | The Best of Golec uOrkiestra         |
| 2014                                                     | „Leć muzyczko”                                                  | –                  | –                  | –                  | –                  | –                  | –                  | The Best of Golec uOrkiestra         |
| 2015                                                     | „Liczę na minus”                                                | –                  | –                  | –                  | –                  | –                  | –                  | –                                    |
| 2017                                                     | „Pomarańcza”                                                    | –                  | –                  | –                  | –                  | –                  | –                  | –                                    |
| 2017                                                     | „Hop na top"                                                    | –                  | –                  | –                  | –                  | –                  | –                  | –                                    |
| 2018                                                     | „Lawina”                                                        | –                  | –                  | –                  | –                  | –                  | –                  | –                                    |
| 2018                                                     | Bedoes – „Janosik” (gościnnie: Golec uOrkiestra)                | 39                 | –                  | –                  | 11                 | 18                 | –                  | Kwiat polskiej młodzieży Symphoetnic |
| 2019                                                     | „Górą Ty” (oraz Gromee, gościnnie: Bedoes)                      | 2                  | –                  | 1                  | 1                  | 1                  | 1                  | Symphoetnic                          |
| 2019                                                     | „Dzieje się”                                                    | 60                 | –                  | –                  | –                  | –                  | –                  | –                                    |
| 2020                                                     | „Nie gaś ducha”                                                 | –                  | –                  | 39                 | –                  | –                  | 38                 | –                                    |
| 2020                                                     | „Przyjdzie czas”                                                | –                  | –                  | –                  | –                  | –                  | –                  | –                                    |
| 2020                                                     | „Wszystko będzie dobrze”                                        | –                  | 39                 | –                  | –                  | 38                 | –                  | –                                    |
| 2023                                                     | „Stromy szlak”                                                  | –                  | –                  | –                  | –                  | –                  | –                  | –                                    |
| 2023                                                     | „Ewa”                                                           | –                  | –                  | –                  | –                  | –                  | –                  | –                                    |
| 2024                                                     | „Pierwsze skrzypce” (oraz Magda Bereda)                         | –                  | –                  | –                  | –                  | –                  | –                  | Piosenki z 3 słów                    |
| 2024                                                     | „Tylko Ty” (oraz Gromee)                                        | –                  | –                  | –                  | –                  | –                  | –                  | –                                    |
| 2025                                                     | „Czym chata bogata” (oraz Cleo, Viki Gabor, Wac Toja i Donatan) | –                  | –                  | –                  | –                  | –                  | –                  | Równonoc: Raróg                      |
| 2025                                                     | „oto pan miłosierdzia król” Golec uOrkiestra                    |                    |                    |                    |                    |                    |                    | psalmy Dawidowe                      |
| 2025                                                     | „Bo tylko. Jest jeden jezus pan” Golec uOrkiestra               |                    |                    |                    |                    |                    |                    | psalmy Dawidowe                      |
| 2025                                                     | „Kocham Chwilę ” Golec uOrkiestra feat Kamil Bednarek           |                    |                    |                    |                    |                    |                    |                                      |
| „–” oznacza, że singel nie był notowany na danej liście. |                                                                 |                    |                    |                    |                    |                    |                    |                                      |